# Мазурины
Мазурины — династия купцов и предпринимателей в Российской империи. Практически вся предпринимательская деятельность Мазуриных проходила в Москве и Санкт-Петербурге. Некоторые члены династии были фотографами, книголюбами и коневодами.

## История
Первое официальное упоминание Мазуриных датируется в XVIII столетии. С этой фамилией тесно был связан город Серпухов, в то время очень привлекательный для предпринимателей и купеческой деятельности. Этот город входил в состав Московской губернии; в нём производились различные товары, которые были сильно востребованы в Российской империи ещё со времён правления Петра I. Примерно в XIX веке активно развивается производство хлопчатобумажного товара, но помимо этого строились кожевенные, шёлковые, кирпичные и солодовенные мануфактуры. Как раз среди таких фабрикантов были и Мазурины.
В специальном документе под названием «Список фабрикантов и заводчиков Российской Империи 1832 года» купец Василий Васильевич Мазурин является собственником фабрики в Серпухово.
В конце XVIII века братья Алексей, Семён и Иван Мазурины перебрались в Москву и стали жить в Замоскворечье (тогда был популярный купеческий район). Мазурины очень быстро привыкли к новой и незнакомой для них Москве, поэтому вся история династии в XIX веке шла исключительно в этом городе.
Мазурины накопили деньги продавая различные товары и занимаясь купечеством. Получив достаточный капитал, они вложили его в основание первой мануфактуры. В 1843 году Сергей Алексеевич Мазурин открывает собственное бумагопрядильное предприятие в с. Реутово, которое входило в состав Московской губернии. Он вкладывал огромные усилия, технически улучшал фабрику, благодаря чему она вошла в список восьми лучших предприятий такого рода. Однако в этот период времени в России такой профиль был довольно популярный, поэтому Сергею Алексеевичу приходилось конкурировать с другими фабриками.
Сергей Алексеевич умер и управление фабрикой взял на себя его сын — Митрофан Сергеевич Мазурин. Он модернизировал и расширял производство, строил новые корпуса и казармы для рабочих, а в местности, где находилась фабрика постоянно осушались болота, благодаря чему получалось топливо — торф, который использовался для работы всей мануфактуры. В XIX веке в селе Реутово было всего лишь 13 дворов, а уже в XX столетии число жителей приравнивалось к трём тысячам. На пожертвования Митрофана Сергеевича была построена лечебница и начальная школа (училище). Качество продукции со временем только повышалось, а отмечено это было двумя золотыми медалями и пятью серебряными, которые вручили на отечественных и иностранных выставках.
Предприятие для Мазуриных служило лишь источником доходов, поэтому каждый из династии имел своё «хобби», занимаясь одновременно тем, чем ему нравится. Например, Фёдор Фёдорович Мазурин (1845—1898) был книгофилом, любил читать и собирал разные рукописные книги в коллекции и хранил их у себя в усадьбе. После смерти его сёстры-наследницы передали все коллекции в архив Министерство иностранных дел. В наше время эти коллекции находятся в государственном архиве древних актов.
Митрофан Сергеевич Мазурин любил коневодство. В его кабинете всегда были кубки, которых насчитывалось около ста.
Алексей Сергеевич был фотографом. Его работы показывались на отечественных и международных выставках, в журналах. А. С. Мазурин считается одним из основателей Русского фотографического общества.
Константин Митрофанович Мазурин (1866—1927), сын Митрофана Сергеевича и итальянской балерины Лауры Яковлевны Герре, учился в МГУ. После обучения он сочинял стихи, писал работы и опубликовал сборник под названием «Строфы Нирузама», который был похож на восточную поэзию. Позже он заинтересовался музыкой и разработал программу по преподаванию вокала. После того, как умерла его жена во время родов, он поступил на медицинский факультет и работал гинекологом.
Некоторые братья отдали большее предпочтение своим интересам, нежели реутовской фабрике, поэтому в 1905 году они приняли решение продать свои доли.
Мазурины связывались с помощью браков с другими купеческими династиями. К примеру, С. А. Мазурин женился на Е. В. Третьяковой — сестре предпринимателя из династии Третьяковых (не коллекционеров, а представителей династии купцов родом из города Таруса).
Н. А. Мазурин перед своей смертью просил похоронить себя в Москве.
После революции Мазурины эмигрировали.

### Санкт-Петербург
Некоторые члены династии больше предпочли столицу Российской империи, где они основали своё дело. Таким человеком был Николай Алексеевич. Он также родился в Москве, но немного подрос и переехал в Петербург. Там он со своим братом открыл дело под наименованием «Алексея Мазурина сыновья», получил звание потомственного почётного гражданина.
Николай Мазурин вошёл в истории как благотворитель и общественный деятель. Однако вся его благотворительная деятельность была направлена в Москву. Он жертвовал деньги Московской практической академии коммерческих наук, создал концепцию и построил дом призрения им. Мазуриных, а после смерти некоторая часть его денежных средств была направлена на строительство Мазуринского дома бесплатных квартир.

## Галерея
- Алексей Алексеевич Мазурин
- Константин Митрофанович Мазурин
- Фотография Алексея Сергеевича Мазурина. Лубянская площадь, Владимирские ворота.